# كمبيرلين براون
كمبيرلين براون (بالإنجليزية: Kimberlin Brown) هي ممثلة أمريكية، ولدت في 29 يونيو 1961 بهايوارد في الولايات المتحدة. بدأت مشوارها المهني سنة 1984.

## وصلات خارجية
- كمبيرلين براون على موقع IMDb (الإنجليزية)
- كمبيرلين براون على موقع أول موفي (الإنجليزية)
- كمبيرلين براون على موقع قاعدة بيانات الفيلم (الإنجليزية)